# Air Policing

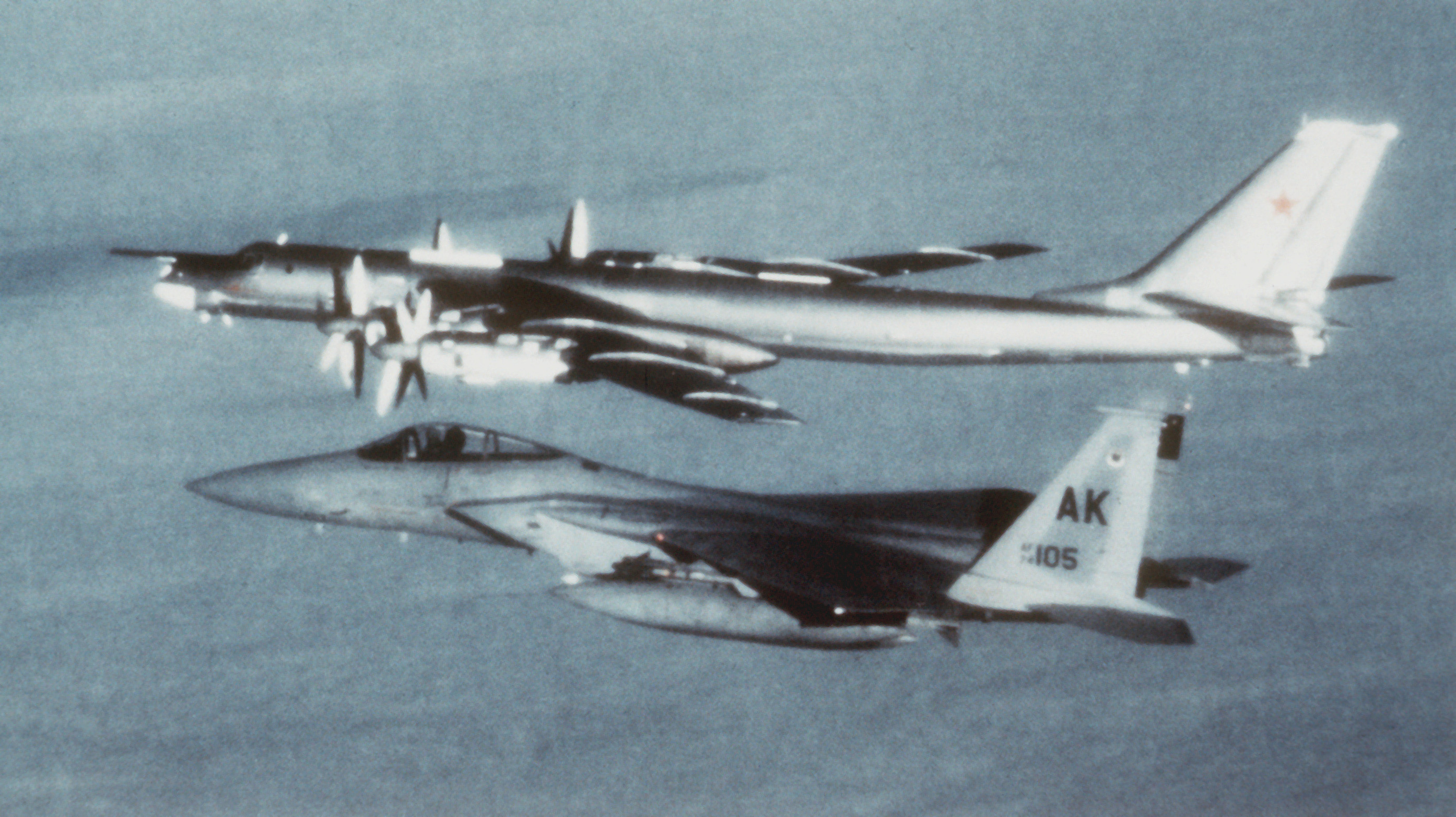
Onderschepping van een Russische bommenwerper door een F-15 onderscheppingsjager.

Onder Air Policing verstaat met de uitvoering van een aantal preventieve en repressieve maatregelen ter waarborging van de veiligheid van het nationale luchtruim.
Het uitvoeren van Air Policing is eigenlijk een permanent onderdeel van luchtoperaties en wordt zowel in volle vredestijd als in crisis of oorlogstijd uitgevoerd.
Air Policing kan het beste worden omschreven als het detecteren, het onderscheppen, het controleren en het identificeren van onbekend(e) vliegtuig(en) binnen de Area Of Responsibility (AOR) van het eigen of van het internationale luchtruim. Een goede Nederlandse term is Luchtruimverdediging of Luchtruimcontrole.

## Verantwoordelijkheid
De Luchtgevechtsleiding van het Air Operations Control Station Nieuw Milligen bewaakt en coördineert de verdediging van het luchtruim van Nederland en van een gedeelte van het NAVO-luchtruim en kan aan onderscheppingsjagers de taak opdragen om indringer(s) nader te identificeren, te verdrijven, of tot landen te dwingen.
Hiervoor staan 24 uur per dag en 7 dagen in de week afwisselend op de vliegbasis Leeuwarden, vliegbasis Volkel, Vliegbasis Kleine-Brogel of Vliegbasis Florennes twee F-16's in Quick Reaction Alert-status beschikbaar. Dit betekent dat zij binnen zeer korte tijd in de lucht kunnen zijn. Dit internationale samenwerkingsverband wordt de Benelux-QRA genoemd en is zoals de naam doet vermoeden verantwoordelijk voor de bescherming van België, Nederland en Luxemburg.
Na opdracht van het AOCS NM (of van de Belgische collega's), de zogenaamde scramble, dienen zij direct te starten voor bijvoorbeeld het uitvoeren van een onderschepping van een 'onbekend' vliegtuig. In de meeste gevallen gaat het dan gelukkig om een lijn- of chartervlucht waarbij de vlieger vergeten is op de juiste frequentie om te schakelen om contact op te nemen met de vluchtleiding.
Een bijkomend facet van Air Policing in vredestijd is het assisteren bij of het aansturen van reddingsacties voor in nood verkerende militaire of civiele vliegtuigen.